# Lennart Viitala
Lennart Viitala (Seinäjoki, Ostrobótnia do Sul, 8 de novembro de 1921 — Jyväskylä, Finlândia Central, 24 de fevereiro de 1966) foi um lutador de luta livre finlandês.

## Carreira
Foi vencedor da medalha de ouro na categoria até 52 kg em Londres 1948.